# Mercury Marauder
Mercury Marauder — полноразмерный автомобиль, выпускавшийся подразделением Mercury компании Ford с 1963 по 2004 год с перерывом в 1965—1969 и 1970—2002 годах.

## Первое поколение (1963—1965)
Первое поколение Mercury Marauder дебютировало в первой половине 1963 года. Автомобили выпускались только в кузовах хардтоп. Продажная цена составляла 3650 долларов США (34889 долларов 2022 года). Всего было выпущено 3683 единицы.

В 1964 году в модельный ряд добавились также четырёхдверные хардтопы. В 1965 году автомобиль был снят с производства, а в 1966 году подразделение Mercury отошло от полноразмерных автомобилей.
- 1964 Mercury Marauder
- 1965 Mercury Marauder

## Второе поколение (1969—1970)
В 1969 году индекс Marauder был возвращён. Линия крыши идентична Ford XL и Ford Galaxie 500 SportRoof. Передняя панель сделана из листового металла, внутренняя отделка и скрытые фары были идентичны Marquis. Розничная цена составила 3351 доллар США (26741 доллар 2022 года). К 1970 году было продано около 15000 единиц.

### Mercury Marauder X-100
X-100 является более производительной версией Marauder. Хотя почти все характеристики X-100 были косметическими, Marauder X-100 предлагал на выбор двухместные комфортные сиденья для отдыха, скамейки или ковшеобразные сиденья с напольной консолью, на которой установлена U-образная ручка переключения автоматической коробки передач. X-100 также оснащался опорными колесами Kelsey-Hayes вместе с задними подкрылками. Продажи были оценены в 4074 доллара США (32511 долларов 2022 года), а всего было выпущено 9031 единица.
- 1969 Mercury Marauder X-100
- 1969 Mercury Marauder X-100
- 1969 Mercury Marauder X-100
- Интерьер
- 1970 Mercury Marauder

## Третье поколение (2002—2004)
Концепт-кар третьего поколения Mercury Marauder был представлен в мае 2002 года на Чикагском автосалоне. Появление последнего поколения Marauder привело к почти полному пополнению модельного ряда Mercury.
Первоначально планировалось, что будет выпущено 18000 автомобилей, однако было продано лишь 11052 экземпляра. В середине 2003 года автомобили Mercury Marauder лишились множества стандартных функций: дистанционной блокировки топливных баков, автоматического отпускания педали стояночного тормоза, освещения моторного отсека, часов на приборной панели, вставок из пенопласта, придающих шумоизоляцию, и чехлов для передних сидений.

Последний Marauder сошёл с конвейера 25 июня 2004 года.
- 2003—2004 Mercury Marauder
- Вид сзади
- Mercury Marauder (тёмно-красный тореадор)
- Mercury Marauder (серебряная берёза)
- 2004 Mercury Marauder (серебристая берёза) с дополнительным спойлером багажника

### Продажи
| 2003—2004 Mercury Marauder | 2003—2004 Mercury Marauder | 2003—2004 Mercury Marauder | 2003—2004 Mercury Marauder | 2003—2004 Mercury Marauder | 2003—2004 Mercury Marauder |
| Год                        | Продажи (по цветам)        | Продажи (по цветам)        | Продажи (по цветам)        | Продажи (по цветам)        | Продажи (по цветам)        |
| Год                        | Чёрный                     | Серебристая берёза         | Тёмно-жемчужно-синий       | Тёмно-красный тореадор     | Общий годовой объём продаж |
| -------------------------- | -------------------------- | -------------------------- | -------------------------- | -------------------------- | -------------------------- |
| 2003                       | 7,093                      | 417                        | 328                        | N/A                        | 7,838                      |
| 2004                       | 1,237                      | 997                        | N/A                        | 980                        | 3,214                      |
| Всего                      | Всего                      | Всего                      | Всего                      | Всего                      | 11,052                     |